# Thera diniensis
Thera diniensis är en fjärilsart som beskrevs av Heinrich 1923. Thera diniensis ingår i släktet Thera och familjen mätare. Inga underarter finns listade i Catalogue of Life.